# Nice New Outfit
Nice New Outfit ist eine instrumentale Post-Rock-Band aus Deutschland und wurde 2003 in Hamburg gegründet. Die Bandmitglieder Christoph Lohse, Andreas Fritzsche und Alex Blancke hatten zuvor in der fünfköpfigen Independent-Pop-Band "Juno & the Peacock" gespielt und nach deren Auflösung das Trio Nice New Outfit gegründet.

## Geschichte
2005 erschien ihre erste CD NNO auf Fidel Bastro und Peacific im Vertrieb von Broken Silence.
Nice New Outfit spielten Konzerte u. a. mit Mono, 31 Knots, Urlaub in Polen, Icy Demons oder Low Frequency in Stereo.

## Diskografie
Alben
- 2005: NNO
- 2008: Strip Down Stand Up
- 2012: We Drag Anchor